# Kim Young-gwon
Kim Young-gwon (Jeonju, 27 de fevereiro de 1990) é um futebolista profissional sul-coreano, que atualmente defende o Ulsan Hyundai.

## Carreira
Kim Young-gwon representou a Seleção Sul-Coreana de Futebol na Copa da Ásia, em 2015.

## Títulos

### Guangzhou Evergrande
- Liga dos Campeões da AFC: 2013, 2015
- Chinese Super League: 2012, 2013, 2014, 2015, 2016
- Chinese FA Cup: 2012

### Individual
- Seleção da Super Liga Chinesa: 2013, 2014, 2015, 2016